# A gótok eredete
A gótok eredete a történettudomány vitatott kérdése már az i. sz. 500-as évektől kezdve, amikor a nyugati gótok és a keleti gótok még nagy szerepet játszottak az európai történelemben.
A gótok az i. sz. 200-as években jelentek meg a Római Birodalom keleti határain, és már ekkor felvetődött a római történetírókban az a kérdés, hogy vajon honnan származhatnak. Szent Ambrus, Milánó püspöke a 4. században a bibliai Góg leszármazottainak tartotta őket. A gót uralkodók maguk is szükségesnek tartották annak bemutatását, hogy az ő történetük sem alább való a rómaiakénál. Theuderik keleti gót király és Athalarik keleti gót király kancellárja, Cassiodorus 526 és 533 között írta meg a gótok történetét, tizenkét részben. Ő pozíciójánál fogva nyilván jól ismerte a gótok hagyományát, munkája azonban elveszett, csak Iordanes ennek alapján készített összefoglalása, a Getica maradt az utókorra, és ez lett minden későbbi tárgybéli kutatás kiindulópontja.

## Iordanes:Getica
Cassiodorus és az ő nyomdokaiban Iordanes a Getica című munkájának 39. bekezdésében a Hérodotosz által megnevezett trák törzsben, a gétákban (Γέται) vélte megtalálni. Azonban nyilvánvaló, hogy az ókori trák törzs és a jóval későbbi, germán nyelvet beszélő gótok azonosítása helytelen. Ezután Iordanes még a szkítákkal is azonosította ezt a trák törzset.
Iordanes szerint a gótok Berig királyuk vezetésével, a gepidákkal együtt, három ütemben vándoroltak ki Scandza vagy Scandia területéről, amit a skandináv félsziget déli részével lehet azonosítani. Először a Visztula torkolatvidékén telepedtek meg, aztán vándoroltak tovább a Fekete-tengertől északra elterülő síkságra. Scandza területén éltek Iordanes szerint a Gauthigoth, Ostrogothae és Vagoth törzsek, akiket későbbi tudósok a nyugati gótokkal, a keleti gótokkal és a gutokkal (Gotland lakóival) próbáltak meg azonosítani. A kivándorlás történetét Iordanes, ugyancsak Cassiodorusra hivatkozva, kimondottan a korabeli gótok élő hagyományával köti össze "Ex hac igitur Scandza insula ... Gothi quondam m e m o r a n t u r egressi". Ez tehát nem pusztán az írástudók elmélete, mint a géták és a gótok azonosítása volt. Ez a mítikus kivándorlás Iordanes szerint i. e. 1490-ben történt.

## Sevillai Szent Izidor
Sevillai Szent Izidor érsek és történész szintén írt egy gót történelmet a 7. század elején Historia de regibus Gothorum, Vandalorum et Suevorum, címmel, amelyben leginkább a nyugati gótok történetével foglalkozott. A mű két változatban maradt fenn. Az i. sz. 620 körül keletkezett rövidebb változat a gótok eredetéről csak annyit ír, hogy nagyon régi nép, akik a szkíták birodalmából szakadtak ki. A hosszabb változat (625 körülről) a gótokat a bibliai Góg és Magóg nemzetségéhez köti, és megjegyzi, hogy korábban a gétákkal szokták azonosítani őket.

## Nyelvészeti szempontok
A gót nyelv a keleti germán nyelvekhez tartozik a nyelvtudomány szerint. Úgy tartják, hogy közelebbi kapcsolatban van az északi germán nyelvekkel, különösen a régi gotlandi nyelvvel, mint a nyugati germán nyelvekkel.
Más nyelvészek szerint azonban a gót nyelv nem állt közelebb az óészaki nyelvhez, mint a többi germán nyelv.
Skandinávia keleti részén a viking időkben ugyanazt a népnevet (gutar) alkalmazták a gotlandiakra mint a gótokra. Az óészaki nyelv nyugati változatában, az izlandi sagák nyelvében ez népnév gotar volt, melléknévi formában gotneskr, de ugyancsak jelenthette a gótokat és a gotlandiakat egyaránt. Nyelvészek szerint ez a népnév az ősi germán gutaniz népnévből ered, ami pedig „öntőt” jelenthetett.
A nyelvi vizsgálódások tehát azt mutatják, hogy a gótok nyelve rokonságban állt a skandináviai népcsoportok nyelvével, és ha nem laktak közös területen, akkor legalábbis szoros kulturális és kereskedelmi kapcsolatok voltak közöttük.

## A kivándorlás mítosza

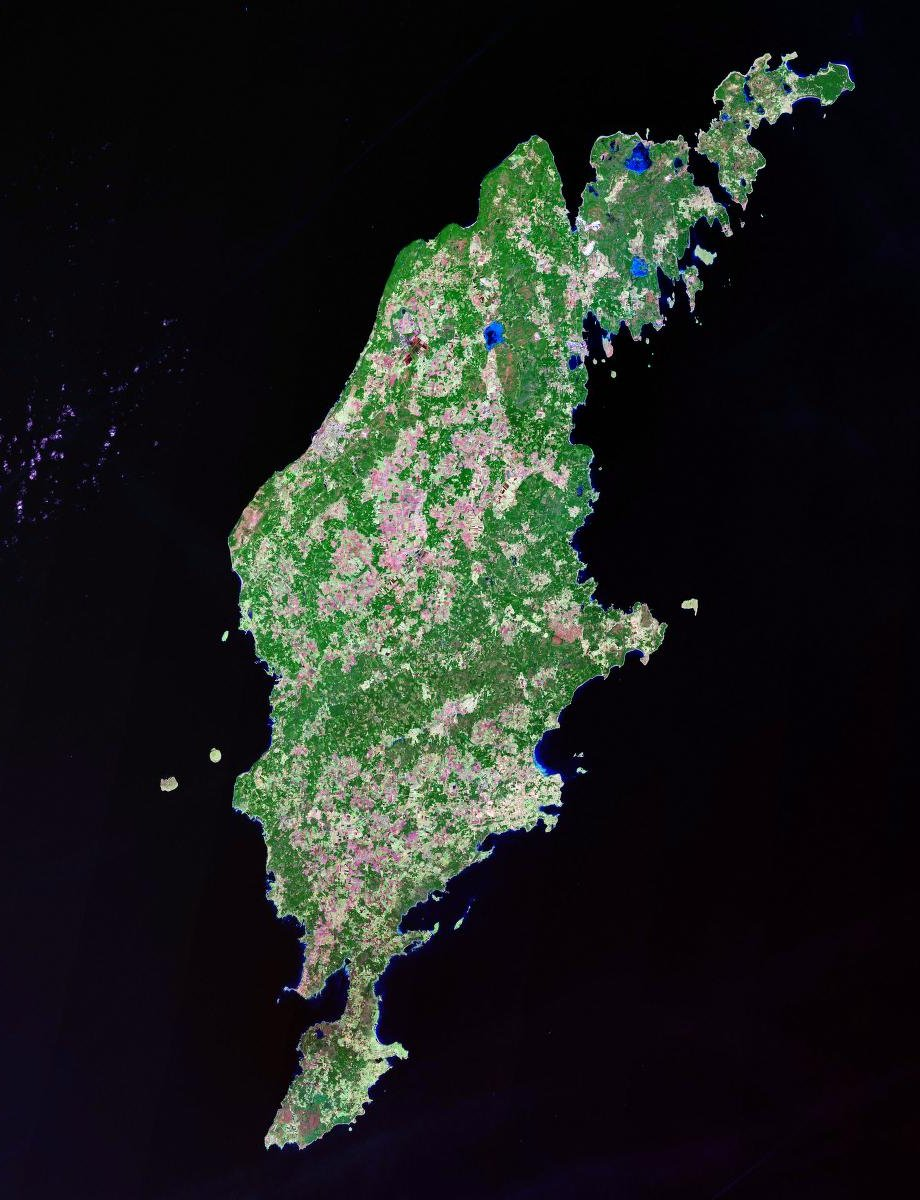
Vajon Gotland volt az a levél formájú sziget, ahonnan a gótok kivándoroltak?

A gotlandi Gutasaga szerint a sziget lakossága az ősidőkben egyszer annyira megszaporodott, hogy egy harmaduknak ki kellett vándorolniuk délre és végül a Bizánci Birodalom területén telepedtek le, ahol aztán még a saga keletkezése idején, az 1300-as években is éltek. Ezt a történetet összekötötték a Iordanes által megörökített legendával, ami szerint a gótok három hajóban vándoroltak ki egy balti-tengeri szigetről, ami északra esett a Visztula torkolatától és alakja levélhez hasonlított. Történeti tény, hogy az 1300-as években még élt egy gót néptöredék a Krímben, és ez a terület sokáig a kelet-római birodalomhoz tartozott. A krími gótok csak valamikor az 1700-as években veszítették el nyelvüket.  .
Iordanes korában Skandináviát a tudósok szigetnek tekintették, mivel nem ismerték távoli, északi összeköttetését az európai kontinenssel. A mai történészek nagy része egyetért abban, hogy Iordanes elméletét Cassidoriuson keresztül végső soron egy Ablabius nevű szerzőtől kölcsönözte. Peter Heather brit történész szerint ez a bizonyos Ablabius még nem nevezte meg a gótok származásának szigetét, azt csak Cassidorius azonosította Skandináviával, aminek létezéséről akkoriban szereztek szélesebb körben tudomást egy bizonyos norvég királynak, Rodwulfnak a gót királyi udvarban tett látogatása kapcsán.

## Történészek vitája

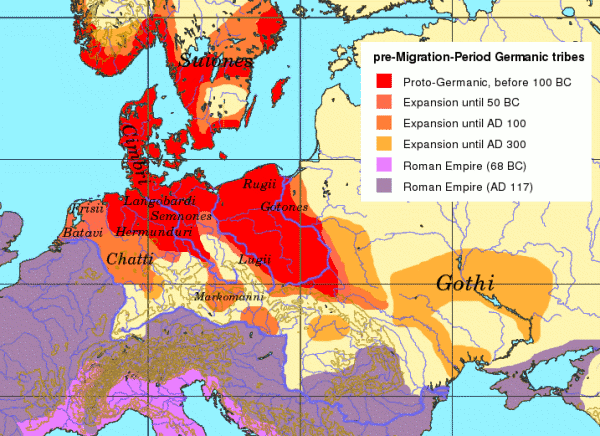
A germán népvándorlás különböző szakaszai

A gótok származása a középkor óta vitatott kérdés, különösen Svédországban. Iordanes nyomán széles körben elterjedt az az álláspont, hogy a gótok a mai Svédország területéről származtak, közelebbről Götalandból és Gotland szigetéről. Az a gondolat, hogy a svédek voltak az ősei a nagy hatalmú ősi gótok népének, messzemenően megfelelt a svéd nemzeti romantika ápolásának. Az elmélet hívei nagyon részletesen foglalkoztak ezzel a kérdéssel. Manapság azonban a szerzők többsége, különösen a svéd történészek nagy része megkérdőjelezi a gótok skandináviai származtatását, mások azonban továbbra is támogatják azt, mint Ingemar Nordgren. Anders Kaliff és Josef Svennung.
Német és lengyel régészek bizonyos eredményei alátámasztják Iordanes elméletét, legalábbis ami a gótoknak a Visztula torkolatvidékéről a Fekete-tenger iránya történt vándorlásukat illeti, de a skandináviai eredet vonatkozásában már nem áll rendelkezésre hasonló archeológiai anyag, kivéve néhány viszonylag késői halomsír hasonlatosságát. A gótokat tehát régészetileg talán sikerült az úgynevezett Wielbark-kultúrához kapcsolni (bár sok történész ezt is vitatja), de Skandináviához nem. A történészek többségének álláspontja szerint a gót nép etnogenezisére, néppé válására a kelet-európai síkságokon került sor.

## Fordítás
- Ez a szócikk részben vagy egészben  a   Goternas ursprung című svéd Wikipédia-szócikk ezen változatának fordításán alapul.  Az eredeti cikk szerkesztőit annak laptörténete sorolja fel. Ez a jelzés csupán a megfogalmazás eredetét és a szerzői jogokat jelzi, nem szolgál a cikkben szereplő információk forrásmegjelöléseként.